# Canon EOS 1300D
Canon EOS 1300D là máy ảnh phản xạ ống kính đơn kỹ thuật số 18 megapixel cho người mới làm quen nhiếp ảnh được ra mắt bởi Canon vào ngày 10-3-2016. Máy dự kiến được Canon bán ra từ tháng 4-2016 với giá £290, xấp xỉ 9,5 triệu đồng cho thân máy hoặc $550 (xấp xỉ 12,3 triệu) cho thân máy + ống kit EF-S 18-55mm f/3.5-5.6 IS II.

## Đặc điểm
Những đặc điểm chính của máy bao gồm:
- Cảm biến CMOS APS-C 17,9 megapixel hiệu dụng
- Dải ISO chuẩn 100 - 6400, mở rộng lên H: 12800
- Hệ thống lấy nét 9 điểm với điểm chính giữa dạng chữ thập ở ở khẩu độ f/5.6, cực nhạy ở f/2.8 hoặc lớn hơn
- Tốc độ chụp liên tiếp lên tới 3 hình/s
- Ống ngắm quang học độ bao phủ 95% và độ phóng đại 0,8x
- Quay video Full HD (1080p) ở 24p, 25p, 30p
- Quay video HD (720p) ở 24p, 25p, 30p, 50p, 60p

Những đặc điểm khác so với 1200D
- Bộ xử lý DIGIC 4+, cho tốc độ xử lý nhanh hơn DIGIC 4.
- Wi-Fi, NFC tích hợp để người dùng có thể chuyển file không dây qua các thiết bị khác hoặc tải trực tiếp lên Facebook, Instagram hoặc Canon Image Gateway
- Chế độ chụp "thức ăn" (Food mode): tối ưu hóa màu sắc khi chụp thức ăn.
- Cân bằng trắng "ưu tiên trắng" (white priority): đem lại màu trắng chính xác hơn trong những điều kiện ánh sáng phức tạp.
- Bộ nhớ đệm lên tới 1110 hình JPEG.
- Màn hình 3" TFT Clear View tỉ lệ 4:3 921.000 chấm